# Pussy Galore (James Bond)
Pussy Galore  är en rollfigur i Ian Flemings roman Goldfinger från 1959, och i bondfilmen från 1964. Hon är pilot och flyginstruktör hos Auric Goldfinger. Hon återkommer i Anthony Horowitz James Bond-roman Trigger Mortis från 2015.
Honor Blackman, som spelar Pussy Galore i filmen, är en av två Bondbrudar som var äldre än James Bond-skådespelaren. Hon var fem år äldre än Sean Connery. Diana Rigg är den andra, född ett år före sin motspelare George Lazenby.